# Oxytropis multiramosa
Oxytropis multiramosa är en ärtväxtart som beskrevs av Pei Chun Qiong Li. Oxytropis multiramosa ingår i släktet klovedlar, och familjen ärtväxter. Inga underarter finns listade i Catalogue of Life.